# 薩爾達傳說系列
塞尔达传说是日本電子遊戲製造商任天堂自1986年起推出的動作冒險遊戲系列，創始人為知名電玩遊戲設計師宮本茂。遊戲以虛構的奇幻世界為背景，描述著林克的冒險經歷，雖然他的出演貫穿了整個系列，不過各部作品間的背景、人物設定常有諸多差異，基本上多部作品可分別當作是不同時代或平行世界發生的故事，彼此間並無絕對的關聯性。
遊玩的方式基本上屬於動作遊戲，但又加入了高度的解謎要素。1986年2月21日在FC磁碟機上推出了第一款《薩爾達傳說》，之後便成為系列作品。
本系列以充滿創意的遊戲方式、有趣的人物角色、獨特的世界觀設定、巨額的製作經費等特色在遊戲市場上具有高知名度。《薩爾達傳說》系列為任天堂的招牌作品之一，在過往數據中，亞洲外銷量為系列的主要市場，長期受到歐美玩家的喜愛。《薩爾達傳說》系列截至2023年的累計銷售量超過了1億5,000萬套。

## 設定元素

### 海拉魯王國
海拉魯王國是系列多數作品中登場的架空國家，國民以海利亞人為主，並由三角神力與洛夫特飛鳥符號所組成的符號為國徽，首都稱為海拉魯城，但歷代作的海拉魯城造型還是因為地形地貌及位置而有所不同。海拉魯王國有一個既定傳統，凡王室公主皆視為海利亞女神之血繼承者以「薩爾達」命名，有些版本裡薩爾達公主直接以國家統治者的身份登場，另外領土內一些亞人種族如摩格瑪族、卓拉族等會自成一國。不過從海利亞人還能跟他們和平共處來看，海拉魯王國對這些部落自治很寬容，也對應了《禦天之劍》劇情設定（在上古戰爭中，海利亞女神與亞人種族組成聯合軍討伐魔族之主）。

### 平行時空概念
目前系列的故事出現三個不同平行時空，原因在於《時之笛》結局導致分裂為三大時間軸，分別是：
- 時之勇者戰勝，被改變的未來——時之勇者林克在六賢者協助下，與薩爾達公主成功擊敗並封印魔王加儂多夫後，薩爾達公主為了彌補他失去的時間而將林克送回到七年前的孩提時光，返回童年的林克向幼年薩爾達公主預警加儂多夫叛變陰謀，導致加儂多夫被王室逮捕並處以極刑，進而阻止了整起《時之笛》事件的發生。這也是後續作品《薩爾達傳說 魔吉拉的面具》、《黃昏公主》、《四人之劍+》的故事背景。

- 時之勇者戰勝，仍持續的時空——時之勇者林克被送回七年前之後，薩爾達公主留在這個未來（已發生時之笛事件）重建遭到加儂多夫摧毀的王國。在時之勇者成功封印加儂多夫的幾百年後，因加儂多夫的復活但時之勇者卻未如傳說一般再度回歸，在王國最終危難艱困的時候，海拉魯王將國家的未來交給命運決定，於是眾神指引人們逃到到山頂，接著降下了洪水將加儂多夫鎮壓，海拉魯王國也隨之被淹沒，世界因此成為了一片汪洋大海，而曾經的山峰高地因此成為海上的各個島嶼。這也是後續作品《風之律動》、《夢幻沙漏》、《大地汽笛》的故事背景。

- 時之勇者敗亡，仍持續的時空——假如時之勇者林克於最終決鬥中敗亡，將會導致加儂多夫獲得完整的三角神力化為魔王；倖存的薩爾達和賢者竭盡全力後才終於將魔王加儂與三角神力封印在聖地，但聖地也因為魔王的力量被變成黑暗世界，後續發展成王國騎士團對抗從黑暗世界湧出的魔物，讓賢者得以完全關閉黑暗世界入口的封印戰爭。這也是後續作品《眾神的三角神力》、《織夢島》、《神祕果實》等作品的故事背景，亦是全系列作中最多作品的時間軸。

- 尚未歸類時間線，《曠野之息》雖然在背景故事中曾提到關於《時之笛》的部分人事物，但由於設定上至少已經相距超過萬年以上，官方尚未將《曠野之息》歸類到上述三條時間軸。其續作《王國之淚》已涉及到萬年前海拉魯大地，但故事中提到部分人事物，雖與《時之笛》名稱相同，但設定上仍有出入，因此在官方明定其時間軸以前，應認定《曠野之息》及其續作為原薩爾達傳說的架空世界。

### 劇情追溯修訂
依據目前官方時間軸的設定，歷史年代最古早的作品是《禦天之劍》，最近的則是《王國之淚》（儘管任天堂尚未將本作與《曠野之息》歸納進前述的三條時間軸中），不過為了因應遊戲製作中世界觀與時間軸縱深擴展的需要，本系列多數劇情設定會以追溯修訂的方式，於不同作品中補齊或修正；以1998年《時之笛》作品中提及的時之神殿為例，位於神殿中能夠穿梭時間的時空門，直到2011年推出的《禦天之劍》的劇情裡才將神殿與時空門的由來做了說明，而兩作品推出時間已經間隔長達了13年之久；這種透過劇情時間軸倒敘方式，有效地將薩爾達的世界觀進行一次又一次的剖析與擴充補強，並逐步解開歷代作品的劇情謎團。

### 輪迴宿命觀點
除了某些是重複使用作為彩蛋的NPC角色外，歷代作品故事架構上常圍繞著勇者林克與薩爾達公主對抗魔王（多數是加儂多夫）的劇情，也因此遊戲中常出現相近的角色與劇情設定，這種獨特的設定直到《禦天之劍》發售後得到進一步的解釋，在《禦天之劍》最終決戰的劇情中，魔族之主終焉者被該代勇者林克所擊敗，終焉者在消失前設下了一道詛咒，往後繼承他怨念的化身，將世世代代與擁有女神之血以及勇者之魂的人不斷的鬥爭下去，形成一個無止盡的輪迴命運；此種特殊的宿命觀點將系列作品串接成一個龐大的歷史與傳說故事，除了呼應系列《薩爾達傳說》的標題外，也讓玩家們能在歷代作品中感受到角色與主角之間無形的情感羈絆。

## 歷史
| 1986 | 薩爾達傳說               |
| 1987 | 林克的冒險               |
| 1988 |                          |
| 1989 |                          |
| 1990 |                          |
| 1991 | 眾神的三角神力           |
| 1992 |                          |
| 1993 | 織夢島                   |
| 1994 |                          |
| 1995 |                          |
| 1996 |                          |
| 1997 |                          |
| 1998 | 時之笛                   |
| 1998 | 織夢島 DX                |
| 1999 |                          |
| 2000 | 魔吉拉的面具             |
| 2001 | 神祕果實                 |
| 2002 | 眾神的三角神力與四人之劍 |
| 2002 | 風之律動                 |
| 2003 |                          |
| 2004 | 四人之劍+                |
| 2004 | 不可思議的帽子           |
| 2005 |                          |
| 2006 | 黃昏公主                 |
| 2007 | 夢幻沙漏                 |
| 2008 |                          |
| 2009 | 大地汽笛                 |
| 2010 |                          |
| 2011 | 時之笛 3D                |
| 2011 | 禦天之劍                 |
| 2012 |                          |
| 2013 | 風之律動 HD              |
| 2013 | 眾神的三角神力2          |
| 2014 |                          |
| 2015 | 魔吉拉的面具 3D          |
| 2015 | 三角神力三劍士           |
| 2016 | 黃昏公主 HD              |
| 2017 | 曠野之息                 |
| 2018 |                          |
| 2019 | 織夢島 (任天堂Switch)    |
| 2020 |                          |
| 2021 | 禦天之劍 HD              |
| 2022 |                          |
| 2023 | 王國之淚                 |
| 2024 | 智慧的再現               |

系列的第一款作品《薩爾達傳說》（ゼルダの伝説）在1986年2月21日於日本發行，之後在1987年內於美國和歐洲地區上市。若以現今的標準來看非常簡樸，但在當時卻是十分先進的作品。《薩爾達傳說》的創新之處在包括有多種不同的道具可以使用、一個充滿祕密和等待探索的廣大世界，以及能夠在使用電池的主記憶體中儲存遊戲進度。這款遊戲同時也包含了「第二任務」，在遊戲破關後，玩者可以在另一個世界中重新進行冒險，並包含更具有挑戰性的迷宮。除了技術上的創新之外，《薩爾達傳說》的遊戲方式（例如尋找物品並用它們來解決謎題、與怪物的即時戰鬥、探索廣大的環境）也非常成功，這樣的內容在之後也被許多的遊戲訪效。《薩爾達傳說》的修改版本在1990年代中期於日本推出，利用超級任天堂主機的「Satellaview」衛星功能推出。
第二款作品《林克的冒險》（リンクの冒険）在1987年1月14日推出，遊戲內容與前作不同。在本作中，遊戲的視點從俯瞰角度轉為「橫向捲軸」（側面）模式，並加入了其他薩爾達作品中沒有的角色扮演要素（例如經驗值）。此外，截至《四人之劍+》為止，本作是唯一一款林克無法收集「盧比」（海拉魯城中的貨幣）的薩爾達作品。由於這些遊戲本質上的變更，許多人將《林克的冒險》視為本系列的另類作品。別於紅白機其他遊戲的灰色外盒，本作品的包裝採用了金色外盒。
四年之後，《眾神的三角神力》（ゼルダの伝説 神々のトライフォース）發行，重新採用俯瞰視點（四分之三俯角），並加入了平行世界的概念，玩者可探索另一個黑暗世界（闇の世界）。本作在1991年於超級任天堂主機上推出，2003年3月14日以包含在《眾神的三角神力與四人之劍》中的方式於Game Boy Advance上發售，之後於2007年1月22日在Wii主機的「Virtual Console」上推出。本作之後也以《BS薩爾達傳說-古代的石盤》（BSゼルダの伝説 古代の石盤）為名在日本推出Satellaview版本。
任天堂在2011年E3展中釋出了Wii U版本的薩爾達傳說概念影片，內容是林克在和巨型蜘蛛決鬥。玩家並不能操控林克的行動，但可以操控白天或晚上，以及切換螢幕成地圖或是遊戲畫面。
2014年6月11日E3展上青沼英二宣布2015年釋出薩爾達Wii U新作《薩爾達傳說 曠野之息》，且公開了一段林克和怪物戰鬥的畫面，強調此作有廣大的地圖和更多元化的非單一解謎。在经过两度延期之后，遊戲於2017年3月3日與任天堂Switch一同發售。2019年6月，任天堂宣佈正在開發《曠野之息》的續篇，其續作《薩爾達傳說 王國之淚》於2023年5月12日發售。

## 系列作品

### 主系列
- 《薩爾達傳說》（FC，1986年2月21日）
- 《林克的冒險》（FC，1987年1月14日）
- 《薩爾達傳說 眾神的三角神力》（SFC，1991年11月21日）
- 《薩爾達傳說 織夢島》（GB，1993年6月6日）
- 《薩爾達傳說 時之笛》（N64，1998年11月21日）
- 《薩爾達傳說 魔吉拉的面具》（N64，2000年4月27日）
- 《薩爾達傳說 神祕果實》（GBC，2001年2月27日）
- 《薩爾達傳說 眾神的三角神力與四人之劍》（GBA，2002年12月2日）
- 《薩爾達傳說 風之律動》（GC，2002年12月13日）
- 《薩爾達傳說 四人之劍+》（GC，2004年3月18日）
- 《薩爾達傳說 不可思議的帽子》（GBA，2004年11月4日）
- 《薩爾達傳說 黃昏公主》（GC／Wii，2006年11月19日）
- 《薩爾達傳說 夢幻沙漏》（DS，2007年6月23日）
- 《薩爾達傳說 大地汽笛》（DS，2009年12月7日）
- 《薩爾達傳說 禦天之劍》（Wii，2011年11月18日）
- 《薩爾達傳說 眾神的三角神力2》（3DS，2013年11月22日）
- 《薩爾達傳說 三角神力三劍士》（3DS，2015年10月22日）
- 《薩爾達傳說 曠野之息》（Wii U／Switch，2017年3月3日）
- 《薩爾達傳說 王國之淚》（Switch，2023年5月12日）
- 《薩爾達傳說 智慧的再現》（Switch，2024年9月26日）

### 主系列重製、移植
- 《薩爾達傳說 織夢島 DX》（GBC專用，1998年12月12日）
- 《薩爾達傳說 時之笛 3D》（3DS，2011年6月16日）
- 《薩爾達傳說 風之律動 HD》（Wii U，2013年9月20日）
- 《薩爾達傳說 魔吉拉的面具 3D》（3DS，2015年2月13日）
- 《薩爾達傳說 黃昏公主 HD》（Wii U，2016年3月4日）
- 《薩爾達傳說 織夢島 (任天堂Switch)》（Switch，2019年9月20日）
- 《薩爾達傳說 禦天之劍 HD》（Switch，2021年7月16日）
- 《薩爾達傳說 曠野之息 Nintendo Switch 2 Edition》（Switch 2，2025年6月5日）
- 《薩爾達傳說 王國之淚 Nintendo Switch 2 Edition》（Switch 2，2025年6月5日）

### 旁系游戏
- 《LCD显示的薩爾達傳說（英语：LCD games from The Legend of Zelda series）》（Game & Watch等，1989年8月首發）
- 《塞尔达系列CD-i游戏》（CD-i，1993年10月10日）
- 《BS薩爾達傳說》（Satellaview + 超级任天堂，1995年8月6日）
- 《BS薩爾達傳說 古代的石盤》（Satellaview + 超级任天堂，1997年3月30日）
- 《薩爾達傳說合輯》(包括4款作品+1款當時未推出試玩作)（GC，2003年11月14日）
- 《金克爾盧比樂園》（DS，2006年9月2日）
- 《金克爾的汽球大戰DS》（DS，2007年4月首發）
- 《林克的十字弓訓練》（Wii，2007年11月19日）
- 《金克爾的戀愛氣球之旅（英语：Irozuki Tincle no Koi no Balloon Trip）》（DSi專用，2009年6月24日、DS，2009年8月6日）
- 《薩爾達無雙》（Wii U，2014年8月14日）
- 《薩爾達無雙 海拉魯群星集結》（3DS，2016年1月21日）
- 《黄昏公主绘图方块》（3DS，2016年3月17日）
- 《薩爾達無雙 海拉魯全明星豪華版》（Switch，2018年3月22日）
- 《凱登絲勇闖海拉魯》（Switch，2019年6月14日）
- 《薩爾達無雙 災厄啟示錄》（Switch，2020年11月20日）
- 《薩爾達無雙 封印戰記》（Switch 2，2025年冬季）

## 評級和評分
本系列中的大部分游戲被娛樂軟件分級委員會（ESRB）分為E級（即適合6歲或以上玩家），除了在GameCube和Wii上推出的《黃昏公主》被ESRB分為T級（即適合13歲以上玩家）。
《時之笛》、《風之律動》、《禦天之劍》、《曠野之息》和《王國之淚》均得到了日本Fami通雜誌及美國IGN網站滿分評價，其餘作品也多次獲得其高分評價。
其中任天堂64版本的《時之笛》是世界遊戲史上首次獲得日本Fami通及美國IGN網站雙滿分評價的作品。
《曠野之息》獲得了TGA2017年的年度游戏、最佳游戏设计和最佳动作冒险游戏三大獎項，是該系列首次獲得TGA年度游戲殊榮的作品。

## 联动
塞尔达传说系列角色还在任天堂其他游戏中登场，如：
- 《任天堂明星大亂鬥系列》（所有版本）
- 《劍魂II》（NGC）
- 《任天堂乐园》（Wii U）
- 《暗黑破壞神III：永恆之戰版》（Switch）
- 《瑪利歐賽車8》（Wii U/Switch）

## 改编作品
- 《塞尔达传说 (电影)》：于2023年11月公开确认立项，为真人拍摄电影，將於2027年3月26日上映。由任天堂与阿拉德影业（英语：Avi Arad）合作制片，宫本茂与艾维·阿拉德（英语：Avi Arad）担任联合制片人；本片导演由韦斯·鲍尔担任。该电影将由索尼影业负责发行。[10]

## 資料來源與注釋

## 外部連結
- 官方网站：日语、英语、繁体中文（香港）、繁体中文（台灣）
- 塞尔达传说系列在Miiverse的专区
- 塞尔达传说系列 （页面存档备份，存于）在任天堂新闻的特辑（日語）